# Базјеж
Базјеж (фр. Baziège) је насељено место у Француској у региону Миди Пирене, у департману Горња Гарона.
По подацима из 2011. године у општини је живело 3177 становника, а густина насељености је износила 161,11 становника/km².

## Демографија
| 1962. | 1968. | 1975. | 1982. | 1990. | 2011. |
| ----- | ----- | ----- | ----- | ----- | ----- |
| 1.146 | 1.194 | 1.280 | 1.648 | 1.874 | 3.177 |